# 가야
가야(한국 한자: 
加耶, 伽倻)는 삼국시대 한반도 남부에 존재했던 한국의 고대 국가 연맹체이다. 가락(駕洛) 또는 가라(加羅, 伽羅, 迦羅, 柯羅)라고도 한다. 삼한 중 하나인 한반도 중남부 현재 김해시에 위치했던 변한의 금관가야(구야국)를 중심으로 변한의 12개 소국을 결집해 성립되었으며, 학계에서는 금관가야가 이끈 가야 연맹을 "전기 가야 연맹"으로 부르기도 한다. 이후 400년 고구려 광개토대왕의 공격으로 금관가야 중심의 전기 가야 연맹이 약화되자 5세기 경 대가야를 중심으로 "후기 가야 연맹"이 탄생하였다. 이후 백제와 신라의 경쟁 구도 관계 속에서 압력을 받다가, 532년 신라 법흥왕의 공격으로 금관가야가 멸망하였고, 562년 신라 진흥왕의 공격으로 대가야가 멸망함으로서 가야 연맹 전체가 멸망하게 되었다. 
가야왕(王)의 이름은 일본서기에서 나타나는 "기능말다간기(己能末多干岐)"와 "기본한기", "우사기아리질지간기(于斯岐阿利叱智干岐)"가 있다. 이것으로 보아 가야의 왕(王)은 신라와 마찬가지로 "간(干, Xаан)"이라는 호칭으로 불린 것으로 보인다. 또한 탈지 이질금(脫知 爾叱今)에서 보이듯 이사금이라는 호칭 또한 사용한 것으로 보인다.
'가야'의 어원에 대해서는 강의 옛말인 '가람'과 연관짓는 견해가 있다. 일찍이 양주동(1965)은 '加耶...駕落' 내지 '弁韓'의 '弁'은 모두 '가.갈'의 音.訓借字이므로, '가라'는 分岐의 뜻으로 강이나 하천으로 호칭된 지명이라 하였다. 안재홍 또한 가야 국가들이 낙동강변에 있었으므로 '가람(江)'이라는 말이 기원이라 추정하였다. 조강봉은 '가라', '나라'라는 말이 모두 경계를 나누는 의미인 '갈-(江)', '날-(川)'에서 유래했다는 견해를 제시하였다.
한편 고구려어로 '성(城)', '나라(國)'을 뜻하는 단어 '구루(溝婁)'와 동계어로 보는 견해도 있다. 나아가 마한, 진한, 변한의 '마·진·변' 역시 그 지역 토착민이 '성(城)'을 뜻하는 단어였다는 주장이다. 즉 '마(馬)'는 고구려어로 '거루(駏䮫)'인데 고구려어로 성을 뜻하는 '구루(溝婁)'의 음차표기이며, '진(辰)'의 훈(訓)인 용의 고유어 '미리'는 고대에는 '미디(彌知)'로 발음되었고 이는 진한지역에서 '성(成)'을 뜻하는 단어와 일치한다는 것이다. 또한 '변(弁)'은 고유어로 '가래', '갈'이며 이는 역시 '성(成)'을 뜻하는 '구루(溝婁)'와 동계어라는 주장이다.

## 역사

### 전기 가야 연맹
전기 가야연맹은 김해 지방에서 생산되는 질 좋은 철을 바탕으로 국력을 키웠으며 왜 등지와 교역을 하기도 했었다.
전기 가야연맹의 철기 문화는 뛰어난 수준으로 평가되고있다. 당초에 변한(弁韓)은 각국의 왕들이 마한의 왕에게 임명된 마한 사람일 정도로 마한의 지배를 받았다. 인근의 진한도 마찬가지였었다. 기원전 1세기에 진한이 사로국을 중심으로 결집해 마한으로부터 독립하고 서기 9년에 마한이 백제에 패망해 합병되는 등 마한의 영향력이 소멸하여가자 기원후 1세기를 전후해 기존 변한의 소국들은 김해의 구야국을 중심으로 국제무역을 기반으로 개별적으로 발전하면서 다소 엉성한 국가연맹체를 구성했었다.
구야국(금관가야)의 왕위를 두고 구야국왕인 수로왕이 신라 사람인 석탈해와 왕권다툼을 벌여 이겼고 석탈해는 신라로 돌아가 탈해이사금이 되었다. 탈해이사금 21년인 77년에는 황산진(黃山津) 어구에서 신라와 분쟁이 벌어지고 94년에는 전기 가야연맹 군이 마두성(馬頭城, 현 양산시 물금읍)을 함락하고 96년에도 가야군과 신라군의 분쟁이 벌어졌다. 115년에는 신라군이 전기 가야연맹을 침공했다가 다시 황산하(黃山河, 현 낙동강)에서 대참패하고 물러났다. 231년에는 감로국이 신라에 병합되고 전기 가야연맹은 철 공급권을 이용해 일본의 소국들로부터 병력을 수입하고 그들을 부추겨 신라를 공격했다. 전기 가야연맹과 신라는 초기부터 경쟁 관계였다. 그러나 가야는 당시 중국(한사군 포함), 일본의 소국들, 마한, 동예, 신라를 제외한 진한의 소국들에게까지 영향력을 행사해 사실상 신라가 4세기 중반까지 가야에 밀렸다. 
전기 가야연맹의 구야국은 지금의 김해평야인 고김해만이라는 옛 바다를 천혜항구로 무역을 발달시켰던 전형적인 상업국가로 외국의 선진문물을 받아들여 문화를 발전시키고 이를 또 왜와 변한에 공급하여 중계무역으로 이득을 보면서 영향력을 행사했다. 중국과 왜도 변진과 전기 가야연맹의 철을 수입하였다. 왜는 당시에 제철 기술 등이 전무해 전적으로 전기 가야연맹의 철에 의지했다. 3세기를 전후해 구야국이 무역을 독점하고 구야국과 여타 소국간에 부의 불평등이 야기되면서 내부결속마저 깨지기 시작했다. 골포국(창원), 고사포국(고성), 사물국(사천) 등의 전기 가야연맹의 소국들과 침미다례의 불미국 등 남해안 8개 나라가 전기 가야연맹에서 이탈해 포상팔국을 결성하고 전기 가야연맹에 대항했다. 포상팔국은 안라국을 침공하고 심지어 신라와도 항쟁하는 등 한때 극성했지만 결국 전쟁에서 쇠퇴하기 시작하고 신라의 도움으로 전기 가야연맹이 이들을 간신히 평정할 수 있었다. 포상팔국 전쟁에서 신라를 끌여들이고 전기 가야연맹의 맹주였던 구야국의 지위가 흔들리면서 소국간의 관계가 소원해지고 백제가 중국 요서와 평양 남쪽으로 진출하면서 구야국을 중심으로 짜인 해상무역 네트워크를 위협하고 신라가 낙동강 연안으로 진출하면서 낙동강 수로의 지배권을 놓고 분쟁했다.
4세기말 고구려와의 항쟁에서 연패하고 있던 백제는 고구려와 제휴하던 신라에 앙심을 품었고, 결국 백제와 금관가야, 왜국이 연합하여 신라를 대대적으로 침공했다. 연합군은 신라군보다 강력하여 서라벌 남쪽의 남천에서 신라군을 격파한 뒤 신라의 서라벌을 함락하나, 고구려 광개토대왕의 원군(援軍)이 동원되고 신라가 구원되었다. 연합군이 궤멸당하고 남쪽으로 후퇴해, 결국 고구려와 신라의 연합군이 구야국을 패망시키고 전기 가야연맹은 와해되었다. 고구려는 종발성을 공격했고 구야국은 옛 김해만과 낙동강 유역의 지배권을 상실했으며 경제 기반이었던 해상 무역도 거의 불가능해졌다. 고령지방의 대가야가 이후 후기 가야연맹의 주도권을 갖게 된다.

### 후기 가야 연맹
옛 변한지역은 가야가 고구려와 신라의 공격으로 패망하자 한동안 혼란을 겪었었다. 그 시기를 전후해 그때까지 변한의 일각을 차지하고 있던 내륙의 반파국이 가락국의 망명객을 받아들이고 급속히 세력을 팽창하면서 가야의 주도권을 잡고 반파국을 중심으로 소위 후기 가야 연맹을 형성했다. 475년 고구려 장수왕이 군대를 보내 백제를 침범하고 패망시키고 백제를 압박했다. 중앙집권적국가체제를 정비한 대가야는 신라의 낙동강수로와 옛 김해만 대신으로 백제의 섬진강 유역을 장악하고 섬진강 유역은 새로운 무역항이자 새로운 무역기반이 되고 전북에서 남원, 진안, 임실, 장수 일대에 기문지방이 이루어지고 전남에서는 모루(牟婁, 광양), 사타(娑陀, 순천), 상, 하다리(여수) 등의 지역을 장악해 소위 섭라지방이 형성되고 대가야는 전성기를 이루었다. 섭라지방에서 산출된 옥은 고구려로 수출되고 고구려는 옥을 북위와의 무역에서 중요 결제 수단으로 사용되었고 대가야는 일본과의 무역 주도권을 잡았다. 479년에 가야는 남제에 사신을 보내고 국제 사회에 이름을 알리고 481년에 백제와 연합하여 백제의 고구려와 신라의 전쟁에 대가야 군이 동원되고 신라를 구원하였다.

### 가야의 쇠퇴 및 멸망
475년 백제의 동성왕은 국가체제를 재정비하고 고구려와 북위와의 전쟁에서 승리하고 무령왕은 다시 세력을 확충했다. 
494년 가야연맹은 22개국에 달하여 경상남도를 최초로 장악한다.512년(백제 무령왕 12년)에 대가야가 지배하고 있던 기문지방과 상,하다리·사타(娑陀)·모루(牟婁) 등의 4현(縣)을 돌려받게 되고 가야는 15국으로 줄어든다.
513년 3월 반파는 자탄(子呑), 대사(帶沙)에 성을 쌓아 만해(滿奚)까지 연결하고 봉화대와 군량고를 만들고 이열비(爾列比), 마수비(麻須比)에 성을 쌓고 마차해(麻且奚)와 추봉(推封)에 연결하고 군과 무기를 모으고 신라와 화친하였다. 6세기 초 백제는 무령왕때 남진 정책을 피어 대가야는 호남 동부를 잃었다.대가야는 522년 신라와 결혼동맹을 맺었지만 신라는 가야와의 외교분쟁을 야기하고 529년 탁기탄(啄己呑, 경남 밀양)을 점령하고 후기 가야연맹의 소국들은 대가야 조정을 불신하게 되고 대가야는 무산되었다.
이후 아라가야가 위기를 느끼고 3월 안라회의를 개최하여 다시 가야를 살리려 하지만 회의에서 백제와 신라는 다른 마음을 품게 된다. 531년 백제가 아라가야를 소국으로 만들었으며 신라는 532년 금관가야를 멸망시킨다. 538년 탁순국의 마지막왕인 아리사등이 신라에 항복하여 멸망한다.
541년과 544년 1,2차 사비회의가 성왕의 주도하에 열리고 일본 사신과 대가야,아라가야,소가야,산반하,걸손,졸마, 사이기,다라의 8개 가야소국의 대표가 모여 회의를 하나 무산되었고 548년 아라가야는 고구려에 도움을 요청하여 백제를 공격한다. 하지만 신라의 개입으로 고구려와 아라가야가 패하며 3년 뒤 백제와 신라와 가야연맹은 한강유역을 빼앗는 것에 성공한다.
554년 관산성 전투가 열리게 된다. 이 전투에서 백제 성왕이 전사하였고 소가야와 사물국이 멸망하게 된다. 555년 신라는 창녕군에 완산주를 설치한 뒤 남은 가야 10국을 공격한다. 그 뒤 557년부터 신라는 가야를 침공하고 559년경 임례,자타,걸손,졸마,사이기,산반하의 6개국이 신라에 복속되었으며 561년 2월 신라는 아라 파사산을 공격하여 아라가야를 멸망시키고그곳에 성과 비석을 설치한다. 562년 1월 남은 3국 중 다라국,거열국이 신라에 멸망하였고 562년 9월 결국 마지막 대가야를 멸망시켜 복속하였다.

### 가야 유민들의 일본 망명
일본 시가현에 안라신사에서 일본인들은 아라가야인들이 모시던 신을 모시고 있다. 일본 시가현 구사쓰시와 교류를 맺은 함안군은 해마다 안라신사 제례에 방문단을 꾸려 참배하고 있다.

## 6란(六卵) 설화
《삼국유사》 가락국기에는 9명의 간들이 하늘에 빌어 “하나의 자줏빛 끈이 드리워지고 6개의 둥근 알이 내려왔는데, ‘다섯은 각기 읍으로 돌아가고 하나만 이 성에 남았구나’하고 그 하나는 수로왕이 되고 다섯은 각각 5가야의 주인이 되었다.”라고 나와 있다. 나라가 없던 때에 백성들이 하늘의 명을 받아 구지봉에 올라 “거북아,거북아 머리를 내놓아라, 내놓지 않으면 구워먹으리”하며 제사를 지내자, 하늘에서 붉은 보자기에 쌓인 황금 알 여섯 개가 내려왔다. 10일이 지난 후 가장 먼저 깨어 나온 수로를 백성들은 가락국의 왕으로 모시고, 나머지 다섯 알에서 나온 사내아이들은 각각 5가야의 왕이 되었다.

## 문화

### 장례와 매장 풍습
가야고분군을 통해 가야의 독특한 장례 문화를 확인할 수 있다. 가야의 왕과 지배층의 무덤은 크고 웅장하게 만들어졌으며, 고분에는 다양한 유물과 함께 시종, 부하 등을 매장하는 순장 문화가 존재하였다. 개중 대가야의 고령 지산동 고분군에서는 40명 이상의 순장자가 함께 묻혔다. 가야의 고분에는 철기 유물, 토기, 장신구 등이 부장되었으며, 이를 통해 당시의 사회구조와 생활상을 엿볼 수 있다. 대표적으로 아라가야 말이산 고분군의 13호분은 덮개돌에 134개의 별자리 홈이 새겨져 있다. 이 별자리는 함안 지역의 청동기 시대 고인돌에 새겨진 별자리와도 연관성이 있으며, 가야의 천문학적 기술이 오랜 세월에 걸쳐 발전하였다는 것을 입증하고 있다. 특히 삼국시대 별자리의 특징인 별자리의 밝기까지 새긴 홈의 크기와 별의 개수를 볼 때 고구려의 별자리 새김과 비교해도 뒤지지 않을 정도의 천문 지식을 갖고 있었음을 알 수 있다. 이러한 고분 문화는 가야의 독자적인 역사와 문화를 후대에 전달하는 중요한 증거로 남아 있다.

### 철기와 무역
가야는 철 생산과 무역을 통해 경제적 번영을 이룩한 대표적인 고대 국가이다. 가야의 철기 문화는 가야의 성장과 발전에 결정적인 역할을 하였으며, 이는 고분에서 발견된 다양한 철기 유물들과 사료를 통해 확인할 수 있다. 삼국지 동이전은 가야가 삼한, 동예, 일본, 낙랑군과 대방군에까지 철을 수출했다고 기록하고 있다. 가야는 철을 재료로 한 무기, 농기구, 장신구 등을 제작하였고, 이를 바탕으로 주변국과 활발한 교역을 진행하였다. 특히 고분에서 발견된 철제품들은 철을 단순한 무기나 도구뿐만 아니라 예술적으로 가공하여 장신구나 의식용 도구로 활용했음을 보여준다.
가야는 또한 철을 덩이쇠 형태로 가공하여 화폐처럼 사용한 것으로 추정된다. 가야의 고분과 왜의 고분에서 덩이쇠가 여럿 출토되었다. 이러한 철 생산과 무역을 통해 가야는 구야국을 중심으로 주변국과의 관계를 강화하였고, 이를 바탕으로 정치적 영향력을 확대해 나갈 수 있었다. 중국과 일본에 철을 수출하면서 가야는 동아시아 무역망의 핵심 축으로 기능하였으며, 가야의 철기 문화는 국제 교류를 통한 문화적 발전에 기여하였다.

### 토기와 유리제품
가야의 토기는 한반도 고대 토기 문화에서 가장 독창적이고 다양한 것으로 평가된다. 가야의 토기는 각 지역마다 고유한 형태와 장식 기법을 가지고 있어, 현대에 가야 연맹을 구성하는 여러 소국들의 문화적 다양성을 범주화하는데 사용된다. 가야의 토기는 신석기시대 이래 한반도의 토기 가운데 가장 조형미가 뛰어났다. 같은 시대의 백제토기, 고구려토기가 기종과 형태가 비교적 단순한 반면에 가야의 토기는 여러 소국마다 형태가 다른 다양한 토기를 제작하였다. 이러한 토기는 가야의 사회적, 경제적 구조를 이해하는 데 중요한 자료이며, 특히 가야 토기를 제작하던 도공이 일본열도에 이주하여 스에키(須惠器)토기를 창출한 것은 가야 토기 기술의 우수성을 보여주는 대표적인 사례이다. 이후 대가야가 멸망하는 6세기 후엽에 이르면 고령·합천·의령 등지에서 가야양식 토기가 신라양식 토기로 교체된다.
가야의 고분에서는 유리 제품도 다수 발견되었는데, 이는 가야의 국제 교류를 증명하는 중요한 유물이다. 특히, 고분에서 발견된 로만글라스는 가야가 당시 동아시아 무역망의 중요한 연결점이었음을 보여준다. 이러한 유리 제품은 매우 정교하게 제작되어 가야의 기술력뿐만 아니라 국제 무역에서의 역할을 보여준다. 유리가공 기술은 고대 사회에서 높은 수준의 기술력을 필요로 했으며, 가야에서는 납을 사용한 유리제작이 발전하여 다양한 색상과 형태의 유리 제품을 만들어냈다. 납유리는 이미 고조선시대부터 사용했던 것으로, 유리의 질을 평가할때 척도인 납은 유리의 윤기를 높여주고 두드릴 때 맑고 아름다운 소리를 내게 한다. 색깔이 다양하지만 대체로 코발트와 구리, 철 등을 넣어 만든 푸른색, 풀색, 검은색 등의 제품이 가야에서 많이 발견된다. 이러한 유리 제품은 가야의 장인들이 당시의 최신 기술을 수용하고 발전시켰음을 보여주는 증거이다.

### 불교
삼국유사는 가야를 한반도에서 비교적 이른 시기에 불교 문화를 수용한 국가 중 하나로 알려져 있다. 수로왕의 왕비로 전해지는 허황옥이 서역 아유타국에서 가져왔다는 파사석탑은 가야의 국제 교류와 불교 수용을 상징하는 중요한 유물이다. 파사석탑은 서역의 돌로 만들어져 한반도의 일반적인 석탑과는 다른 독특한 외형을 가지고 있으며, 이를 통해 가야의 불교 수용과 서역과의 교류를 엿볼 수 있다.
또한 허황옥의 동생인 장유화상이 세웠다는 장유사는 가야 시대에 세워진 대표적인 불교 사찰로 알려져 있다. 이 사찰은 한반도 최초의 사찰 중 하나로 여겨지며, 가야 지역에서 불교가 널리 전파되고 신앙의 중심지가 되었음을 보여준다. 고려 말에 만든 장유화상 사리탑이 1980년에 중창된 불모산 장유사에 현재 남아있다. 이러한 불교 문화의 수용은 가야인들의 삶과 종교적 가치관에 큰 영향을 미쳤으며, 이후 가야 문화의 일부로서 신라로 전파되면서 한반도 전체에 불교 문화가 확산되는 계기가 되었다. 

### 음악
가야의 음악 문화는 가야금이라는 전통 악기를 통해 오늘날까지 그 명맥을 이어오고 있다. 가야금은 가야에서 개발된 12줄의 현악기로, 가야의 예술적 감수성과 음악적 전통을 보여주는 중요한 악기이다. 가야금은 가야의 멸망 이후 우륵에 의해 신라로 전해졌고, 이후 신라의 음악 문화에 흡수되어 더욱 발전하였다. 우륵은 가야금의 연주와 음악을 통해 가야의 문화를 신라에 전파하였으며, 이를 통해 가야의 예술적 유산이 한반도 전체로 확산되었다.
가야금은 현재까지도 한국 전통음악의 대표적인 악기로 사랑받고 있으며, 가야의 문화적 유산을 가장 잘 보여주는 예 중 하나이다. 가야금 연주는 오늘날에도 국악을 통해 그 전통이 이어지고 있다.

### 김해김씨
금관국의 왕족인 김씨 일족은 신라의 진골귀족으로 편입되었고 금관국의 김구해(金仇亥)의 손자 김무력(金武力)은 관산성 전투에 참전하는 등 신라 장군으로 활약하고 김무력의 손자인 김유신과 김흠순 형제는 신라의 삼국통일에 기여하면서 왕실과 혼인관계를 맺었었다. 금관국의 김씨 일족에 연원을 둔 김해 김씨는 한국의 주요성씨이다.

## 일본과의 관계

### 왜로 전파된 철기문명
전기 가야연맹은 중국과 북방에서 들여온 철기문명을 바탕으로 다양한 마구와 판갑을 이용·활용한 조직적인 군대를 운용한 선진 군사문화를 이루고 이를 왜에 전파했다. 왜는 6세기 초까지 제련로를 만들지 못하고 조직적인 군대 운용의 흔적이 없었다.

### 백제를 포함한 3국 동맹
400년 고구려군 5만명의 남정이 있기 전인 4세기 후반까지 가야는 백제, 왜와 3국 동맹을 유지한다. 신라를 침공한 왜군의 병력은 남거성과 신라성을 함락시키지만, 고구려의 대군에 패퇴되어 가야의 종발성으로 퇴각한다. 신라와 전쟁을 피하고자 가야는 고구려와 우호관계를 맺게 된다.

## 가야의 위치 변천
| 지역          | 변한 변진. 진한     | 가야(1~5세기)       | 대가야, 우륵의 12곡(5~6, 5세기) | 신라군현                      | 6가야(후삼국)      |
| ------------- | ------------------- | ------------------- | ------------------------------- | ----------------------------- | ------------------ |
| 고령군        | 반로국(半路國)      | 반파국(伴跛國)      | 상가라도(上加羅都)              | 고령군(高靈郡)                | 대가야(大伽倻)     |
| 김천시        | 감로국(甘路國)      | 감문국(甘文國):진한 | 신라영토                        |                               |                    |
| 성주군        |                     | - 원래 신라영토 -   |                                 | 본피현(本彼縣)/벽진군(碧珍郡) | 성산가야(星山伽倻) |
| 청도군        | 우유국(優由國):진한 | 이서국(伊西國)      | -신라영토-                      |                               |                    |
| 상주시 함창읍 | 진한 사벌국         |                     | -원래 신라영토 -                | 고령군(古寧郡)                | 고령가야(古寧伽倻) |

| 지역            | 변한 변진                     | 가야/포상팔국(1~5세기) | 대가야, 우륵의 12곡(5~6, 5세기)           | 신라군현                       | 6가야(후삼국)      |
| --------------- | ----------------------------- | ---------------------- | ----------------------------------------- | ------------------------------ | ------------------ |
| 밀양시          | 미리미동국(彌離彌凍國)        |                        | 탁기탄(啄己呑), 추봉(推封)                | 밀성군(密城郡)                 |                    |
| 밀양시 삼랑진읍 |                               |                        | 마차해(麻且奚)                            | 밀진현(密鎭縣)                 |                    |
| 창녕군 영산면   |                               |                        | 마수비(麻須比)                            | 상약현(尙藥縣)                 |                    |
| 고성군          | 고자미동국(古資彌凍國)        | 고사포국(古史浦國)     | 고자국(古自國)/ 고(구)차국(古(久)嵯國)    | 고성군(固城郡)                 | 소가야(小伽倻)     |
| 산청군 단성면   | 고순시국(古淳是國)            |                        | 걸손(乞飡)                                | 궐성군(闕城郡)                 |                    |
| 진주시          |                               |                        | 자타(子他), 자탄(子呑)                    | 거타주(居陀州), 강주(康州)     |                    |
| 의령군          |                               |                        | 임례국(稔禮國)                            | 의령현(宜寧縣)                 |                    |
| 의령군 부림면   |                               |                        | 사이기(斯二岐), 이열비(爾列比)/이사(爾赦) | 의상현(宜桑縣)                 |                    |
| 거창군          |                               |                        | 거열(居列)                                | 거창군(居昌郡)                 |                    |
| 하동군          |                               |                        | 대사(帶沙)                                | 하동군(河東郡)                 |                    |
| 하동군 악양면   | 악노국(樂奴國)                |                        |                                           | 악양현(岳陽縣)                 |                    |
| 합천군          |                               |                        | 다라(多羅)                                | 대야성(大耶城), 강양군(江陽郡) |                    |
| 합천군 초계면   |                               | 초팔국(草八國):진한    | 사팔혜(沙八兮)                            | 팔계현(八谿縣)                 |                    |
| 합천군 삼가면   |                               |                        | 산반해/하(散半奚/下)                      | 가수현(嘉壽縣)                 |                    |
| 사천시          |                               | 사물국(史勿國)         | 사물(思勿)                                | 사수현(泗水縣)                 |                    |
| 사천시 곤양     | 군미국(軍彌國)                | 곤미(昆彌)             |                                           | 하읍현, 성량현                 |                    |
| 창원시          | 미오야마국(彌烏邪馬國)        | 골포국(骨浦國)         | 탁순국(卓淳國)                            | 의안군, 합포현                 |                    |
| 함안군          | 안야국(安邪國)/안라국(安羅國) |                        | 하가라도(下加羅都)                        | 함안군(咸安郡)                 | 아라가야(阿羅伽倻) |
| 함안군 칠원읍   | 변진접도국(弁辰接塗國)        | 칠포국(漆浦國)         | 구례모라(久禮牟羅)                        | 칠제현(漆堤縣)                 |                    |
| 부산광역시 동래 | 독로국(瀆盧國)                | 종발성(從拔城)         | 신라영토                                  |                                |                    |
| 김해시          | 구야국(句倻國, 狗邪國)        | 가락국(駕洛國)         | 금관국(金冠國)                            | 김해경                         | 금관가야           |

| 지역           | 마한, 침미다례 | 대가야, 우륵의 12곡(5~6, 5세기) | 신라군현       |
| -------------- | -------------- | ------------------------------- | -------------- |
| 남원시         | 고랍국         | 하기물(下奇勿)                  | 남원경         |
| 장수군, 임실군 |                | 상기물(上奇勿)                  | 청웅현(靑雄縣) |
| 순천시         |                | 사타(娑陀)                      | 승평군(昇平郡) |
| 광양시         |                | 물혜(勿慧)/모루(牟婁)           | 희양현(晞陽縣) |
| 여수시         |                | 상다리(上哆唎), 달이(達已)      | 해읍현(海邑縣) |
| 여수시 돌산읍  |                | 하다리(下哆唎)                  | 돌산현(突山縣) |

## 대표적인 유물들

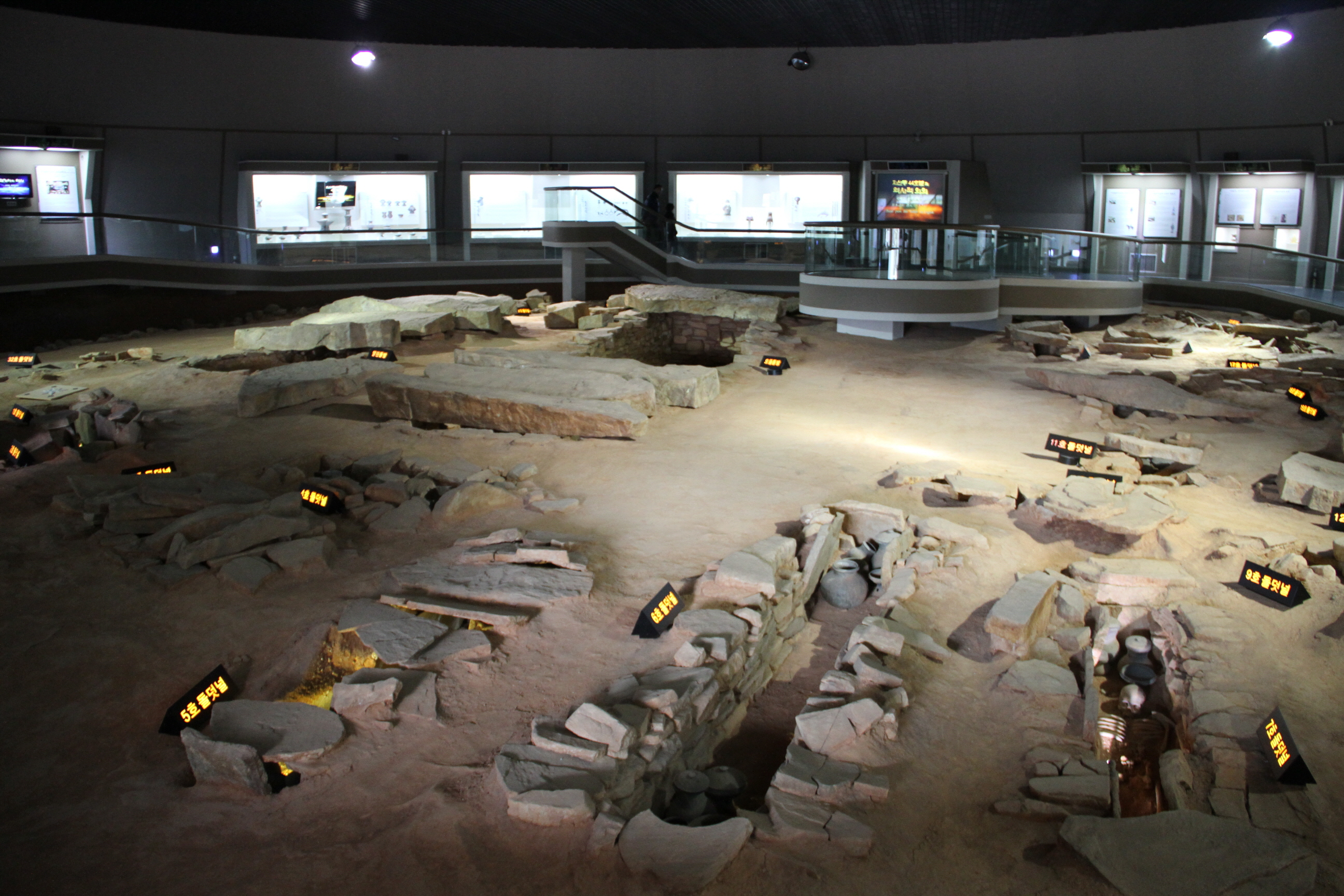
대가야 왕릉
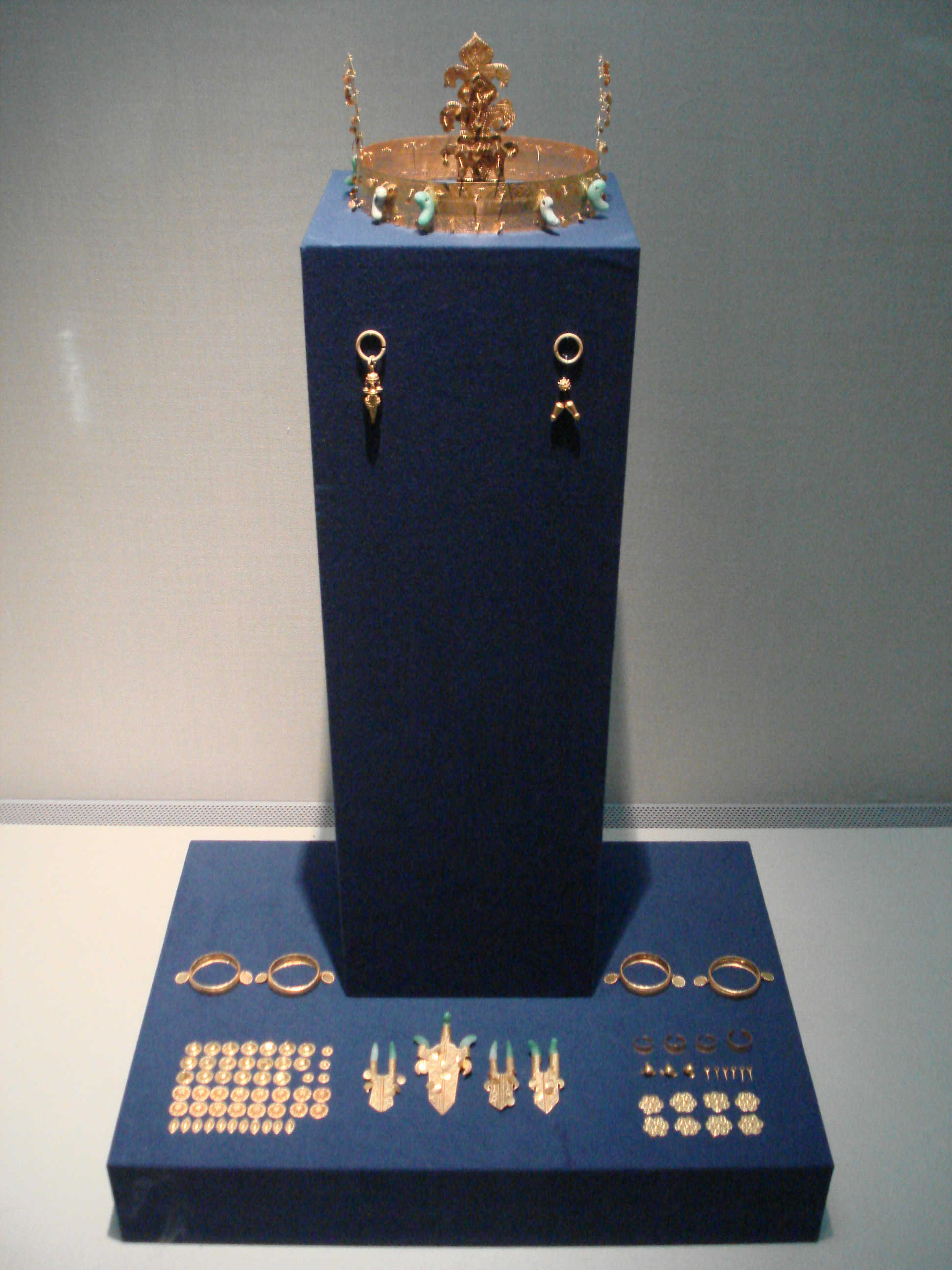
대가야 금관, 장신구
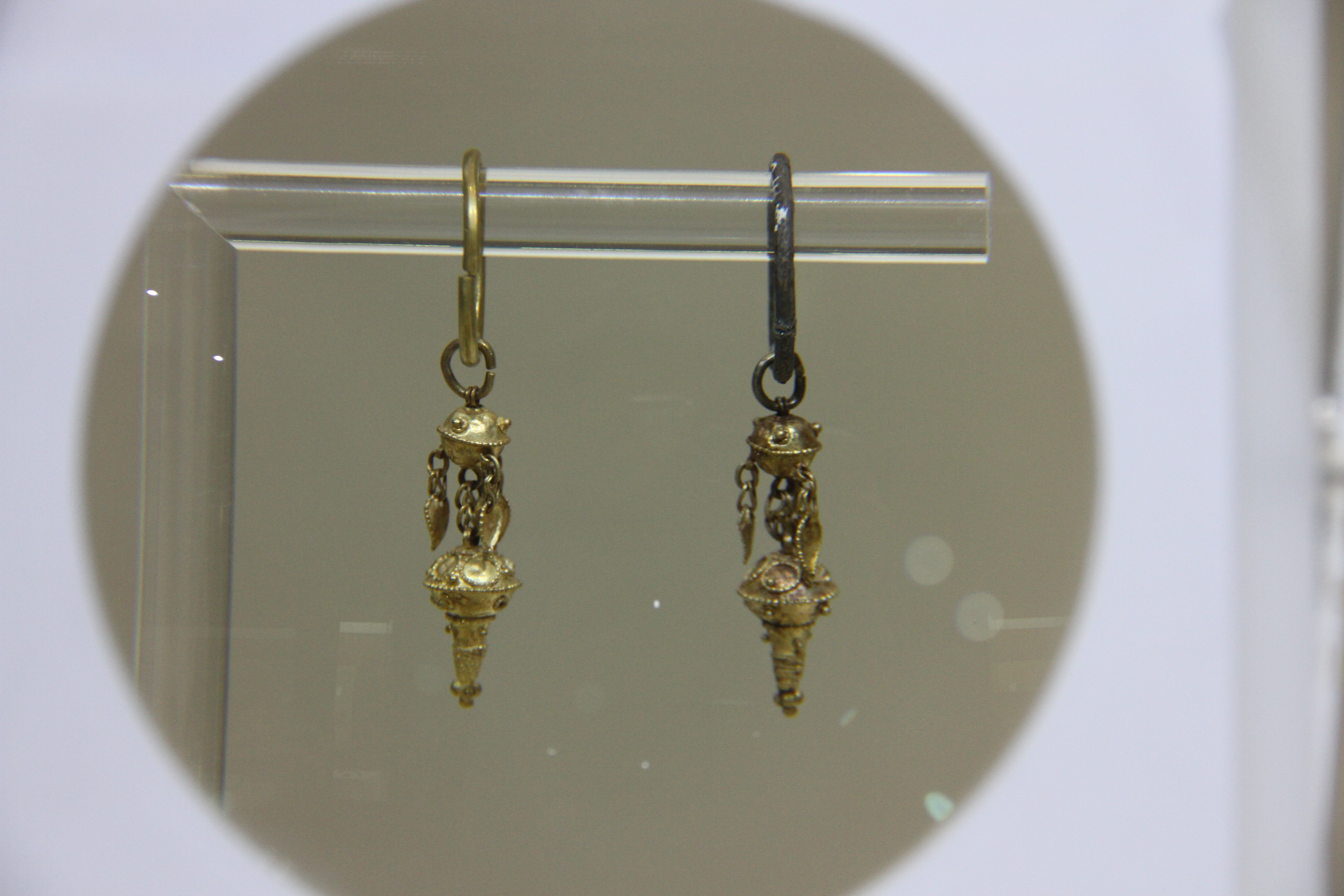
대가야 귀걸이
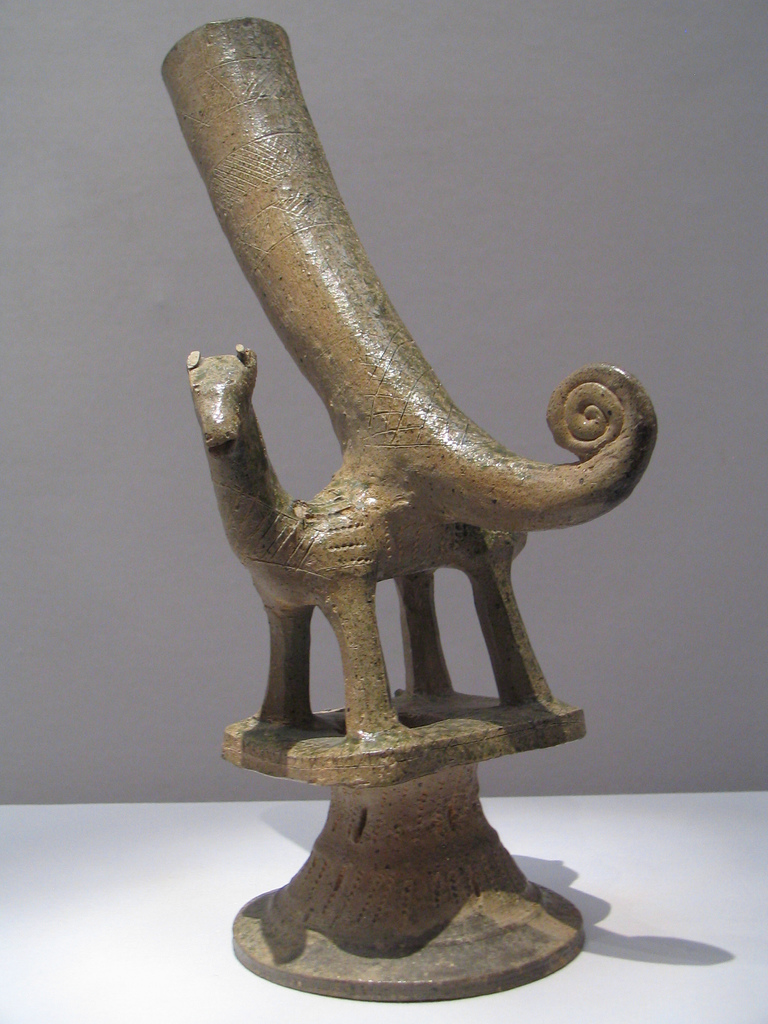
가야 소국의 각배
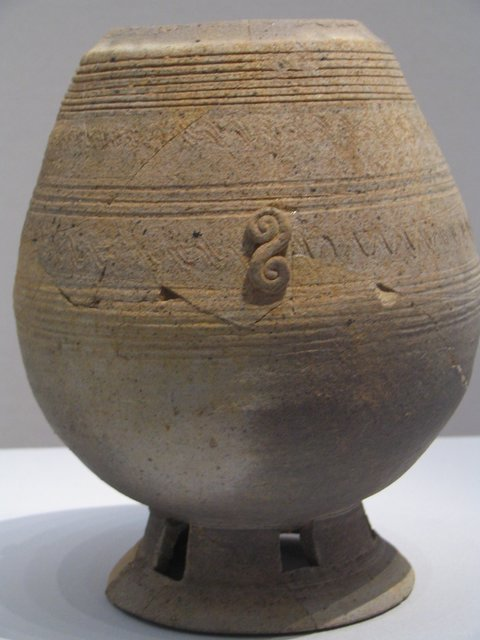
토기
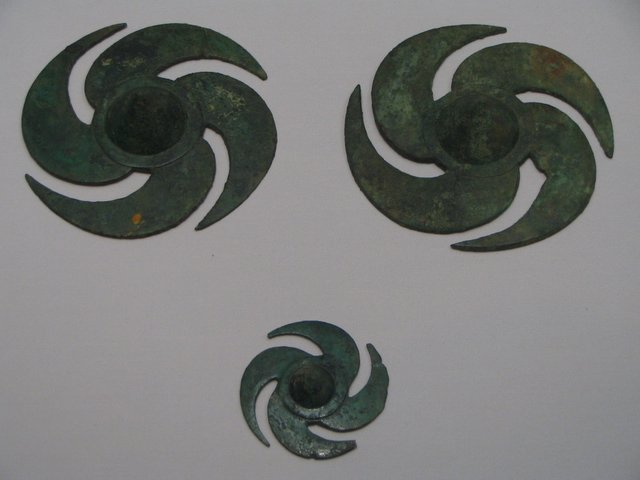
금관가야 방패 장신구
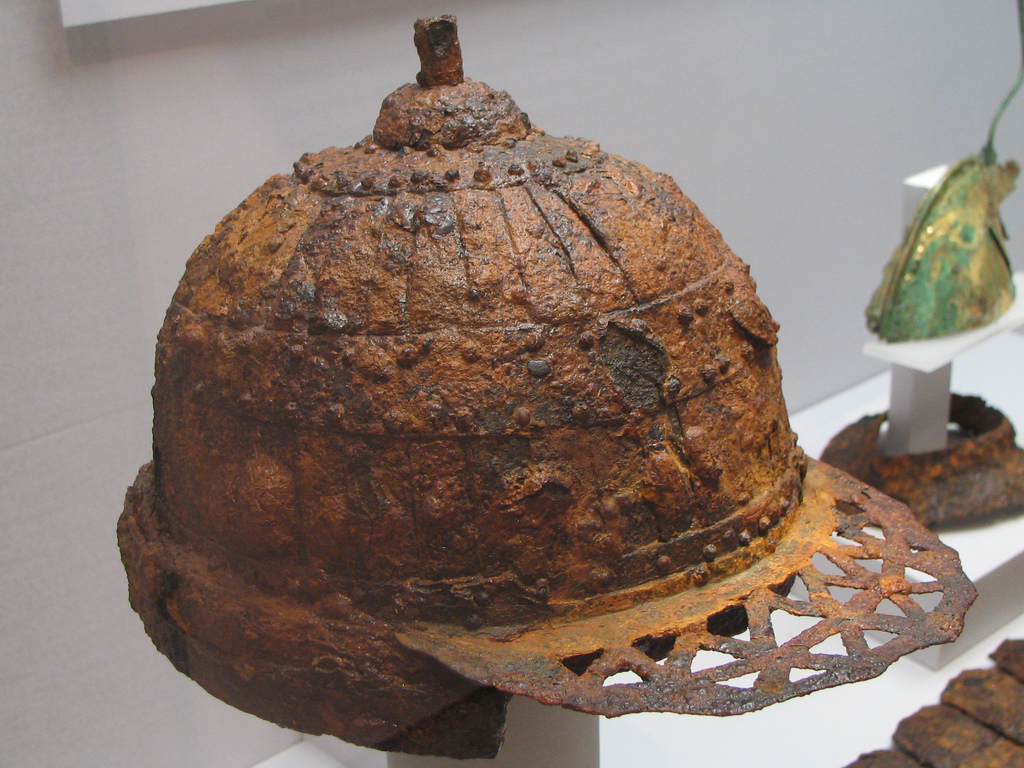
대가야 투구
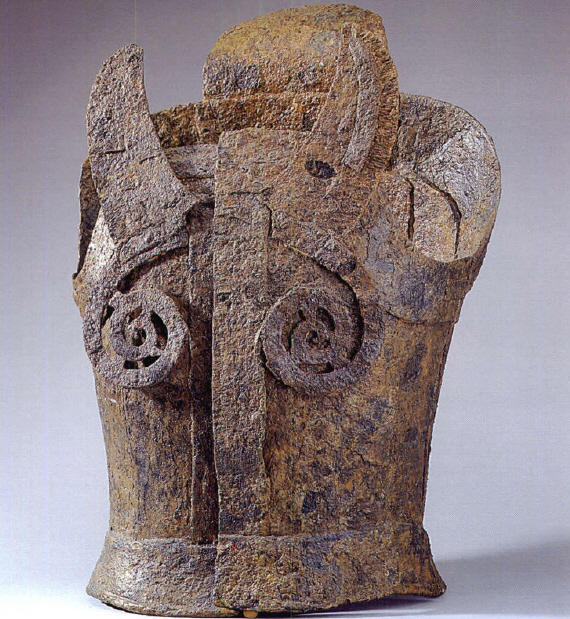
김해 대성동 구야한국(금관가야)철갑
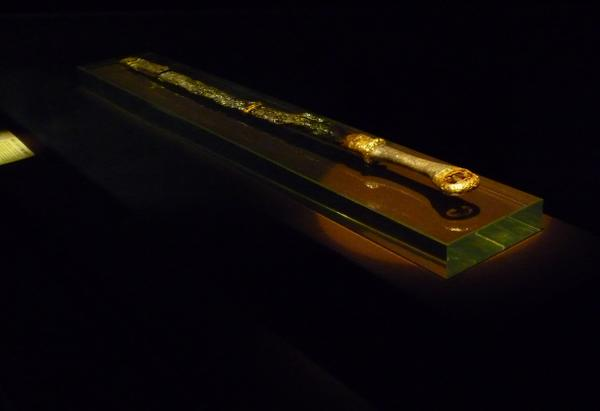
용봉무늬환두대도
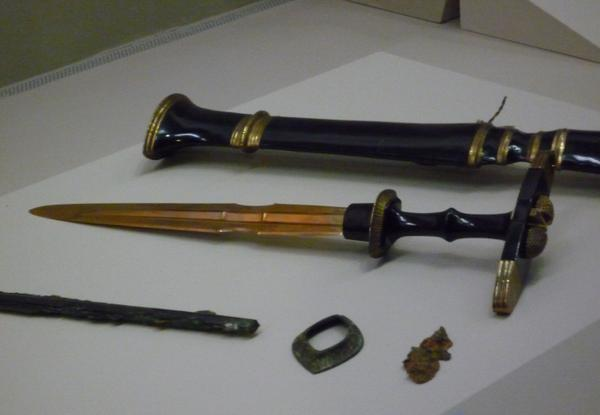
창원 다호리 고분 가야검
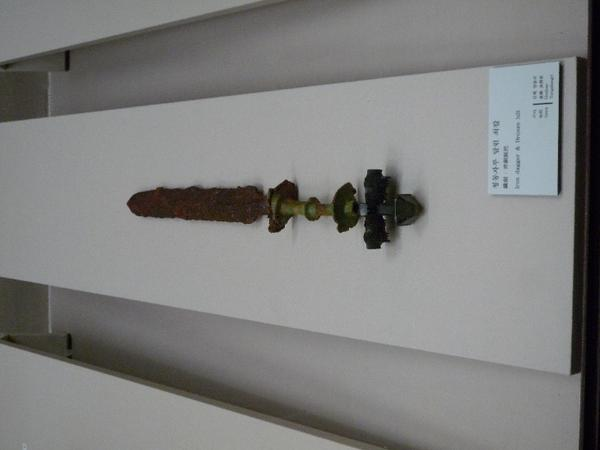
김해 양동리 가야 검
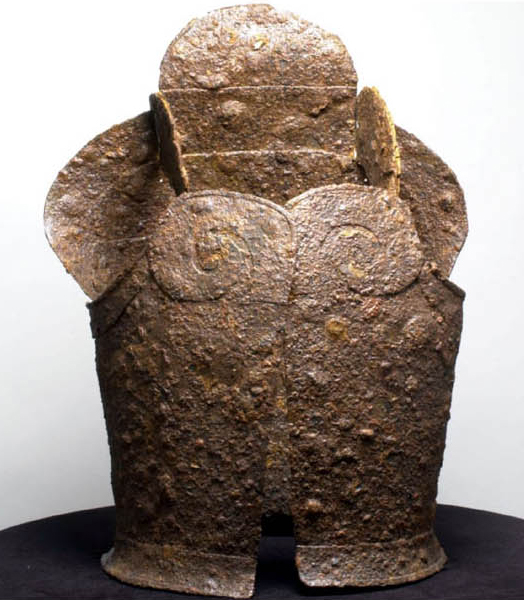
김해 대성동 고적 철갑
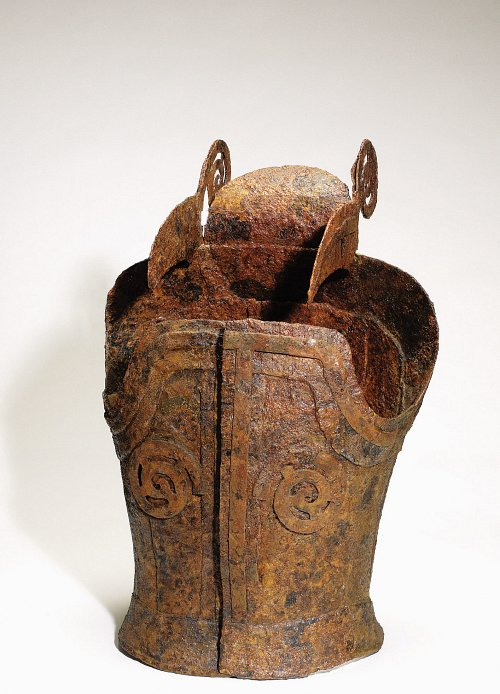
김해 대성동 고적 철갑
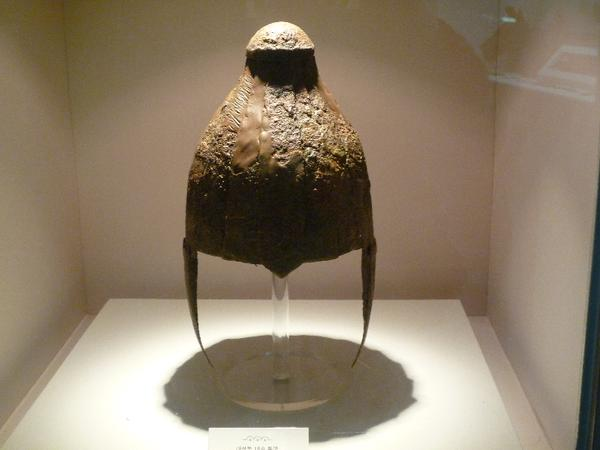
김해 대성동 고적 투구

## 같이 보기
- 가야의 국왕 목록

## 참고 문헌
- 조희승 (1990년 5월 15일). 《일본에서 조선소국의 형성과 발전》. 평양: 백과사전출판사 (대한민국 출판본은 한국문화사에서 펴냄).

- 김태식(1993)가야연맹사-일조각
- 김태식(2002)미완의 문명 700년 가야사1~3권
- 가야제국의 왕권(국제학술회의 논문집)-신서원
- 국사편찬위원회 편집부(1970)한국사 7 (삼국의 정치와 사회3 신라.가야)
- 박영규(2000)한권으로 읽는 백제왕조실록-웅진닷컴
- 이 문서에는 다음커뮤니케이션(현 카카오)에서 GFDL 또는 CC-SA 라이선스로 배포한 글로벌 세계대백과사전의 내용을 기초로 작성된 글이 포함되어 있습니다.

### 내용부
1. ↑  豆良彌知, 古馬弥知, 松彌知縣, 知乃彌知, 武冬彌知, 曷冬彌知, 古資彌凍 등이 있다. 이병선(2016)은 '彌知'가 일본어의 지명어미에 자주 쓰이는 'moto(本)'와도 같은 단어라고 주장하였다.

### 참조부
1. ↑  弁(고깔)은 '갈', '가래'라고도 하였고 한자로는 '절풍(折風)'이라고 했는데 그 뜻이 '바람을 가른다'이다.
2. ↑  조강봉, 《‘nVrV’계 지명에 대한 揷疑》, 2000 : 즉 고대 국가는 씨족사회로서 씨족끼리 모여 살았다. 그런데 이 씨족사회는 집단의 이익을 위하여 더 넓은 영역을 얻고자 했으며 그러기 위해서 인접집단과 마찰로 전쟁을 치르면서 각각 지배영역을 넓혀감으로써 점차 소국가 형태로 발전해 갔다. 이 때 상대지역과의 지배영역의 경계는 주로 냇물이나 강 그리고 산의 능선에 의지하여 표시했을 것이다. 그것은 지금도 國境이나 道界․郡界․面界 등을 보면 이를 증명하고 있다. 이렇게 처음에는 수익지역을 나누었던 경계표시가 차차 지배영역의 경계표시가 되고 각각 나뉘어진 지배영역은 하나의 독립된 ‘나라’가 되고 國家가 되었고 각각의 ‘나라’를 다스리는 군장은 ‘나랏님’ 또는 ‘임금(主君)’이라 부르게 되었다. 그러므로 ‘나라’라는 어사는 강(＞ᄀᆞᄅᆞᆷ)이나 ‘나리(ᄂᆞᆯ)(川)’에 의하여 나뉘어진 수익지역이나 지배영역의 이름에 그 기원이 있지 않을까 의심해 본다. 예를 들면 우리나라 고대국가의 하나인 ‘가야’는 ‘加羅․加耶․伽倻․加洛․駕洛’ 등으로 다양하게 표기되고 있지만 이 국명은 결국 낙동강으로 인하여 김해지역과 동래(부산)지역으로 나뉘어지는 지리적 환경을 유연성으로 한 지배영역의 이름으로 추정되기 때문이다.
3. ↑  이병선,《한국고대국명지명의 어원 연구》, 이회문화사, 2012, 54~60쪽.
4. ↑  황윤석,《이재유고》 권25 잡저(雜著)〈화음방언자의해(華音方言字義解)〉, 1829 : 우리말로 용을 '미리(彌里)'라 한다. 또 증보(證保)의 보(保)를 '미디(彌知)'라 부른다. [디(知)의 초성을 사용하여 미(彌)의 종성을 삼았다. 둘을 합한 음이다.] 그러므로 의주(義州)의 옛 명칭은 보주(保州)라 했고 또 용만(龍灣)이라고도 한 것이다.
5. ↑  《6회 한국의 폼페이, 아라가야 2부 불꽃무늬토기》. UHD 역사스페셜. KBS. 2021년 11월 23일.
6. ↑  “조영규 함안군수 일본 안라신사 참배”. 경남도민일보. 2008년 4월 14일.
7. ↑  “한 무덤에 순장자가 40명 이상이라니...”. 2014년 3월 10일. 2024년 10월 1일에 확인함.
8. ↑  《2부 - 가야고분, 500년의 시간》. 특집 다큐 - 깨어나는 가야. EBS. 2024년 9월 29일.
9. ↑  《5회 한국의 폼페이, 아라가야 1부 말이산 고분군》. UHD 역사스페셜. KBS. 2021년 11월 16일.
10. 1 2  《1부 - 가야, 세 번의 전쟁》. 특집 다큐 - 깨어나는 가야. EBS. 2024년 9월 27일.
11. ↑  “가야토기 (加耶土器)”. 《한국민족문화대백과사전》. 한국학중앙연구원. 2024년 1월 29일에 확인함.
12. ↑  이종호 (2006년 11월). “금.은보다 귀했던 유리 (II)”. 《과학과기술》 (한국과학기술단체총연합회) 450: 98–100.
13. ↑  “김해 파사석탑 (金海 婆娑石塔)”. 《국가문화유산포털》. 문화재청. 2024년 1월 18일에 확인함.
14. ↑  “왕후사 (王后寺)”. 《한국민족문화대백과사전》. 한국학중앙연구원. 2024년 1월 30일에 확인함.
15. 1 2  “장유사 (長遊寺)”. 《한국민족문화대백과사전》. 한국학중앙연구원. 2024년 1월 30일에 확인함.
16. 1 2 3  유우창 (2015). “4세기 후반 가야-백제-왜 동맹의 결성 - 칠지도와 관련하여 -”. 《지역과 역사》 (부경역사연구소) 36: 63–91. ISSN 1229-6600. UCI G903:HI0416.2015..36.009